# 土桥子站
土桥子站是位于宁夏回族自治区海原县土桥子村的一个铁路车站，邮政编码756104。车站建于1995年，有宝中铁路经过该站，现办理客运业务，不办理货运业务，车站及其上下行区间均已电气化。车站距离宝鸡站389公里，隶属兰州铁路局，是五等站。
1. ↑  铁道部电子计算技术中心, 铁道部运输局. . 北京: 中国铁道出版社. 1998: 93. ISBN 9787113030995.